# Aeranthes
 Aeranthes  es un género que tiene asignadas 47 especies de orquídeas de hábito epífitas, de la subtribu 'Angraecinae de la familia Orchidaceae. Se encuentran en las selvas humbrías y húmedas del África tropical, Zimbabue, Madagascar y en las islas del océano Índico.

## Hábitat
Se encuentran en las selvas umbrías y húmedas del África tropical, Zimbabue, Madagascar y en las islas del océano Índico.

## Descripción
Aeranthes son especies epífitas de orquídeas que tienen un solo tallo monopodial erecto y corto. Las hojas con apariencia de cuero brillantes son opuestas, y se distribuyen en dos filas de cinco a siete hojas, con una longitud de 15-25 cm. Las nuevas hojas se forman en el ápice del tallo, con un modo de crecimiento monopodial.
El ramo floral con forma de huso se desarrolla péndulo con una longitud de unos 3 dm; y tiene de una a dos flores amarillo-verdosas algunas blancas, casi translúcidas. Los sépalos y los más cortos pétalos van disminuyendo en cinco brotes largos y estrechos.
Las inflorescencias que pueden tardar meses en formarse, no deben de cortarse hasta que estén totalmente secas, pues pueden formar nuevos botones florales en la misma espiga. Las plantas se deben de poner en cestos por sus hábitos de epífita y para acomodar la larga inflorescencia pendula, que puede medir unos 30 cm de longitud.
Alguna de las especies desprende una dulce y suave esencia por la noche y por la mañana temprano.

## Taxonomía
El género fue descrito por John Lindley y publicado en Botanical Register; consisting of coloured . . . 1824.
Etimología
El nombre del género Aeranthes (Aerth.) del griego "aer" = "aire" y "anthos" = "flor" significa 'Flor en el aire', porque parece que flotara en el aire. 

## Especies deAeranthes
- Aeranthes adenopoda (Madagascar)
- Aeranthes aemula (norte Madagascar)
- Aeranthes africana (Zimbabue - Mts. Vuma )
- Aeranthes albidiflora (Madagascar).
- Aeranthes ambrensis (norte Madagascar)
- Aeranthes angustidens (noreste Madagascar)
- Aeranthes antennophora (centro Madagascar)
- Aeranthes arachnitis (Islas Mascareñas)
  - Aeranthes arachnitis var. arachnitis (Islas Mascareñas). Epífita hemicr. o cham.
  - Aeranthes arachnitis var. balfourii (Rodrigues). Epífita hemicr. o cham.
- Aeranthes bathieana (C. Madagascar)
- Aeranthes biauriculata (C. Madagascar)
- Aeranthes brevivaginans (noroeste y centro Madagascar)
- Aeranthes carnosa (Madagascar)
- Aeranthes caudata (Comores, Madagascar)
- Aeranthes crassifolia (norte Madagascar)
- Aeranthes denticulata (noreste Madagascar)
- Aeranthes dentiens (Comores, Madagascar)
- Aeranthes ecalcarata (norte Madagascar)
- Aeranthes erectiflora (Madagascar)
- Aeranthes filipes (norte Madagascar)
- Aeranthes fragrans (Mascareñas)
- Aeranthes grandiflora (Comores, Madagascar)
- Aeranthes henricii (norte y noroeste Madagascar)
- Aeranthes hermannii (Reunión)
- Aeranthes laxiflora (norte y este Madagascar)
- Aeranthes leandriana (centro Madagascar)
- Aeranthes longipes (EC. y este Madagascar)
- Aeranthes moratii (norte Madagascar)
- Aeranthes multinodis (Madagascar)
- Aeranthes neoperrieri (noreste Madagascar)
- Aeranthes nidus (norte Madagascar)
- Aeranthes orophila (C. Madagascar)
- Aeranthes orthopoda (C. Madagascar)
- Aeranthes parkesii (Zimbabue - Mte. Nyangani).
- Aeranthes parvula (N. Madagascar)
- Aeranthes peyrotii (C. Madagascar)
- Aeranthes polyanthemus (C. y sudeste Madagascar)
- Aeranthes ramosa (C. y noreste Madagascar)
- Aeranthes robusta (C. y noreste Madagascar)
- Aeranthes sambiranoensis (norte Madagascar)
- Aeranthes schlechteri (norte Madagascar)
- Aeranthes setiformis (C. Madagascar)
- Aeranthes setipes (norte y noreste Madagascar)
- Aeranthes strangulata (Reunión)
- Aeranthes subramosa (Madagascar)
- Aeranthes tenella (Reunión, norte Madagascar)
  - Aeranthes tenella var. borbonica (Reunión). Epífita hemicr. o cham.
  - Aeranthes tenella var. tenella (norte Madagascar) Epífita hemicr. o cham.
- Aeranthes tricalcarata H.Perrier (sudoeste Madagascar)
- Aeranthes tropophila Bosser (noroeste Madagascar)